# Josep Lluís Sirera
Josep Lluís Sirera Turó (Valencia, 1954-Valencia, 8 de diciembre de 2015) fue un dramaturgo y catedrático de historia del teatro español, vicerrector de la Universidad de Valencia.

## Biografía
Era licenciado en Historia, doctor en Filología Hispánica y catedrático de Historia del Teatro Español especializado en época medieval y en los siglos XIX a XXI. Fue autor de numerosos artículos sobre géneros populares del teatro español como el melodrama, el sainete y la zarzuela, así como estudios especializados en la escritura y la práctica teatral contemporánea: Moma teatre (1982-2002), Veinte años de coherencia (2003), Ananda Dansa, Del baile a la palabra (2007) y Xarxa teatre: 25 anys sense fronteres (2008), estos dos últimos en colaboración con la autora Remei Miralles. 

### Obra
Como dramaturgo, publicó, en colaboración con su hermano mayor Rodolf Sirera, numerosas obras de teatro, como Homenatge a Florentí Montfort (1974), Cavalls de mar (1988), Silencio de negra (2000),  El día en que Bertolt Brecht murió en Finlandia (2002) o Benedicat (2006).
También fue guionista en diversas series dramáticas para televisión, como en Canal 9 (Herència de sang, A flor de pell), TV3 (Setze dobles) y Telecinco (El súper). En sus últimos años fue editor de diálogos de la serie Amar en tiempos revueltos.
Algunas de sus obras dramáticas han sido puestas en escena por Assaig, el grupo de teatro universitario principal de la Universidad de Valencia.
- Homenatge a Florentí Montfort, coescrita con Rodolf Sirera. Edicions 62, Barcelona, 1972. 2.ª edición íntegra, id. 1983.
- El brunzir de les abelles, coescrita con Rodolf Sirera. Tres i Quatre, Valencia, 1976.
- El còlera dels déus, coescrita con Rodolf Sirera. Edicions 3 i 4, Valencia, 1979.
- El capvespre del tròpic, coescrita con Rodolf Sirera. Tres i Quatre, Valencia,1980.
- El brunzir de les abelles, coescrita con Rodolf Sirera. Edicions 62, Barcelona

Rodolf Sirera. Edicions 62, Barcelona, 1988.
- La partida, coescrita con Rodolf Sirera. Gráficas Estilo, Ayuntamiento de Alicante, Alicante, 1991.
- Cavalls de mar, coescrita con Rodolf Sirera. Pagès Editors, Generalidad de Cataluña, Barcelona, 1992.
- El triomf de Tirant, coescrita con Rodolf Sirera. Institut Valencià d'Estudis y Generalidad Valenciana, Valencia, 1992.
- El brunzir de les abelles, coescrita con Rodolf Sirera. Edicions 62, Barcelona, 1993.
- Caballos de mar. coescrita con Rodolf Sirera. SGAE, Madrid, 1993.
- La ciutat perduda, coescrita con Rodolf Sirera. Tres i Quatre, Valencia, 1994.
- Silenci de negra, coescrita con Rodolf Sirera. Tres i Quatre, Valencia, 2000.
- El triomf de Tirant, coescrita con Rodolf Sirera. Edicions Bromera, Alcira,2000.
- La Gran Semíramis, dramatúrgia del text de Cristóbal de Virués. Assaig de Teatre nº32, Barcelona, 2002.
- La partida, coescrita con Rodolf Sirera. Edicions Bromera, Alcira, 2005.
- Benedicat, coescrita con Rodolf Sirera. Tres i Quatre, Valencia, 2006.
- El día que Bertolt Brecht va morir a Finlàndia, coescrita con Rodolf Sirera. Universidad de Valencia, Valencia, 2006.
- El teatre contemporani és cosa de vells. En Contemporáneo / Contemporani. Colección Teatro siglo XXI, Universidad de Valencia, 2014.
- Onze dríblings i un offside. "Tus colores son los míos", València, Editorial Carena, 2010, pp, 247-261. Web de l'Associació Valenciana d'Escriptores i Escriptors de Teatre (AVEET), 2014.
- Barraques. Web de l'Associació Valenciana d'Escriptores i Escriptors de Teatre (AVEET), 2014.
- Barri lingüístic, inédita.
- París, anys 60, coescrita con Rodolf Sirera inédita.

### Cargos en la Universidad
Como profesor de la Universidad de Valencia, había ocupado cargos de responsabilidad, llegando a ser vicedecano de la Facultad de Filología (1986-1987), decano de la misma Facultad (1987-1989), director del Departamento de Filología Española (1992-1995), director del Servicio de Bibliotecas y Documentación (2002-2006), y vicerrector de Cultura de la UV desde 2010 a marzo de 2011.

### Premios y reconocimientos
Estos son:
- 1971: Premi Ciutat d’Alcoi de teatre, por Homenatge a Florentí Montfort.
- 1976: Premi Carlos Arniches de teatre català, por El còlera dels déus.
- 1977: Premi Ciutat d’Alcoi de teatre, por El capvespre del tròpic.
- 1977: Premi Crítica Serra d’Or de teatre, por El brunzir de les abelles.
- 1981: Premi Crítica del País Valencià, por El capvespre del tròpic.
- 1982: Premi Crítica del País Valencià, por Passat, present i futur del teatre valencià.
- 1988: Premi Teatre principal de Palma, por Cavalls de mar.
- 1989: Premi Crítica Serra d’Or de teatre, por Cavalls de mar.
- 1993: Premi Born de teatre, por La ciutat perduda.
- 1995: Premi Crítica dels Escriptors Valencians de Teatre, por La ciutat perduda.
- 2000: Premi A la nostra marxa. Lletres valencianes.
- 2002: Premi de la Crítica del Escriptors Valenciano de Teatre, por Silenci de negra.
- 2002: Premi Pensat i Fet, llibret de falla.
- 2010: Premi AAPV Millor aportació teatral, por Zero responsables.
- 2010: Premi al vicerectorat de la Universitat de València.
- 2016: Premi Crítica de l'Institut Interuniversitari de Filologia Valenciana. Arts escèniques i audiovisuals.
- 2016: Premio de la Crítica Literaria Valenciana a su trayectoria crítica concedido por la Asociación Valenciana de Escritores y Críticos Literarios (CLAVE)
- 2016: Premi José Estruch de teatre, a la investigación académica valenciana en artes escénicas.